# Skorpenowate
Skorpenowate (Scorpaenidae) – rodzina drapieżnych ryb skorpenokształtnych. Niektóre gatunki niebezpieczne dla człowieka (niebezpieczeństwo skaleczenia kolcami jadowymi).

## Zasięg występowania
Wszystkie oceany i większość mórz strefy tropikalnej i umiarkowanej. Rzadko w wodach słodkich i słonawych. Częste w rejonach raf koralowych. W Polsce nie występują. Niektóre gatunki spotykane w akwarystyce morskiej. Do najbardziej znanych należą: ognica pstra (nazywana również skrzydlicą ognistą), skorpena pospolita, karmazyny, sebdak oraz – uważana za najbardziej jadowitą z ryb – szkaradnica.

## Cechy charakterystyczne
- ciało krępe, duża głowa, oczy i otwór gębowy
- większość przyjmuje ubarwienie kamuflujące
- zwykle jedna (czasami dwudzielna) płetwa grzbietowa
- wiele gatunków posiada kostne narośle i długie kolce, często z jadem, kolce mogą występować na głowie, pokrywach skrzelowych, w płetwie grzbietowej i w płetwach piersiowych
- u niektórych brak pęcherza pławnego
- największe osiągają ok. 1 m długości
- polują na ryby i skorupiaki, czatując w ukryciu
- prowadzą przydenny tryb życia, aktywne zwykle w nocy

## Systematyka
Klasyfikacja biologiczna rodziny nie jest ustalona. Niektórzy systematycy wyróżniają trzy podrodziny:
- Scorpaeninae
- Sebastolobinae
- Pteroinae

Inni wyodręniają rodzinę Sebastidae (co nie zostało powszechnie zaakceptowane) oraz Synanceiidae – szkaradnicowate.

## Klasyfikacja
Rodzaje zaliczane do tej rodziny są zgrupowane w podrodzinach Caracanthinae, Pteroinae, Scorpaeninae:
Brachypterois – Caracanthus – Dendrochirus – Ebosia – Hipposcorpaena – Hoplosebastes – Idiastion – Iracundus – Neomerinthe – Neoscorpaena – Parapterois – Parascorpaena – Phenacoscorpius – Pogonoscorpius – Pontinus – Pterois – Pteroidichthys – Rhinopias – Scorpaena – Scorpaenodes – Scorpaenopsis – Sebastapistes – Taenianotus – Ursinoscorpaenopsis